# František Pecha
František Pecha (12. ledna 1914 – 1. října 1970) byl český a československý politik Komunistické strany Československa a poúnorový poslanec Národního shromáždění ČSSR a Sněmovny lidu Federálního shromáždění.

## Biografie
Pocházel z dělnické rodiny. Pracoval jako sklářský dělník. Od počátku 30. let 20. století se angažoval v komunistických odborech. Výraznější politické funkce nabyl po roce 1945. Zpočátku byl zemědělským a později průmyslovým tajemníkem na Okresním výboru KSČ v Havlíčkově Brodě. Od roku 1948 byl tajemníkem Krajského výboru KSČ v Jihlavě. V období let 1952–1955 působil jako vedoucí tajemník Krajského výboru KSČ v Pardubicích. Od dubna 1955 pak přešel na post vedoucího tajemníka Krajského výboru KSČ v Hradci Králové. Od roku 1960 zastával funkci předsedy Krajského výboru Národní fronty v Hradci Králové.
10. sjezd KSČ ho zvolil za člena Ústředního výboru Komunistické strany Československa. 11. sjezd KSČ, 12. sjezd KSČ a 13. sjezd KSČ ho ve funkci potvrdil. V období červen 1966 – duben 1968 byl členem sekretariátu ÚV KSČ.
Ve volbách roku 1960 byl zvolen za KSČ do Národního shromáždění ČSSR za Východočeský kraj. Mandát obhájil ve volbách v roce 1964. V Národním shromáždění zasedal až do konce jeho funkčního období v roce 1968.
K roku 1968 se profesně uvádí jako pracovník Krajského výboru KSČ z obvodu Trutnov.
Po federalizaci Československa usedl roku 1969 do Sněmovny lidu Federálního shromáždění (volební obvod Trutnov), kde setrval do své smrti v říjnu 1970. Zemřel po těžké a dlouhé nemoci. V oficiální vzpomínce ve Federálním shromáždění (u příležitosti úmrtí několika poslanců včetně Pechy) se o něm mluví následovně: „v kritickém období let 1968 a 1969, jako věrní členové Komunistické strany Československa, bojovali nekompromisně proti všem kontrarevolučním a protisocialistickým silám“.